# (1270) Датура
(1270) Датура (лат. Datura) — астероид из группы главного пояса, принадлежащий к светлому спектральному классу S. Он был открыт 17 декабря 1930 года бельгийско-американским астрономом Жоржем ван Бисбруком в Йеркской обсерватории Чикагского университета в Уильямс-Бэй (штат Висконсин, США) и назван в честь дурмана (род растений семейства паслёновые, содержащих алкалоиды; некоторые виды используются в медицине, в фармакологии как лекарственные растения, а также в садоводстве как декоративные).

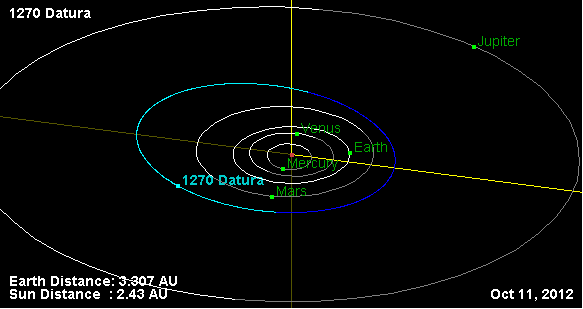
Орбита астероида Датура и его положение в Солнечной системе

Как предполагается, этот астероид возглавляет одноимённый кластер астероидов, представляющий собой небольшое астероидное семейство, образовавшееся в результате разрушения более крупного астероида. Эта группа астероидов является одной из самых молодых среди семейств астероидов — по оценкам учёных, она образовалась всего 450 000 лет назад.